# الوآ
1 = An alternative interpreta...الوآ2 = reference
الوآgaelic_name(modern interp...الوآlatitudeالوآlongitudeالوآ
الوآ (به انگلیسی: Alloa) یک منطقهٔ مسکونی در اسکاتلند است که در کلاکماننشر واقع شده‌است.

## خصوصیات
الوآ ۱۸٬۹۸۹ نفر جمعیت دارد.